# 1780年大飓风
1780年大飓风（英語：Great Hurricane of 1780）又名圣卡利克斯托飓风（Huracán San Calixto）、安的列斯大飓风（英語：Great Hurricane of the Antilles）和1780年大灾难（1780 Disaster），是有纪录以来最致命的大西洋飓风。这年10月10日至16日，风暴经过小安的列斯群岛，共计夺走2万到2万2000条人命。由于缺乏文献记载，美国国家飓风中心的大西洋飓风数据库又只追溯到1851年止，所以飓风的移动路线和具体强度信息已无法确知。
飓风袭击巴巴多斯时的风速可能超过每小时320公里，然后又经过马提尼克、圣卢西亚和圣尤斯特歇斯，多个岛上有数千人丧生。风暴来袭时正是美国革命时期，正在争夺加勒比海控制权的大英帝国和法国舰队损失惨重。飓风之后又从波多黎各附近和伊斯帕尼奥拉岛东部上空经过，对沿海地区构成重大破坏。最终风暴转向东北，于10月20日在加拿大大西洋省份东南方向洋面失去踪影。
这场飓风造成的死亡人数比数十年间所有大西洋飓风季的总和还多。1998年的飓风米奇共造成1万9325人遇难，仅次于1780年大飓风，并且数值很可能更加准确。1780年10月还出现过另外两场造成人命损失的风暴，1780年大西洋飓风季因此成为有纪录以来致死人数最多的大西洋飓风季。

## 气象历史

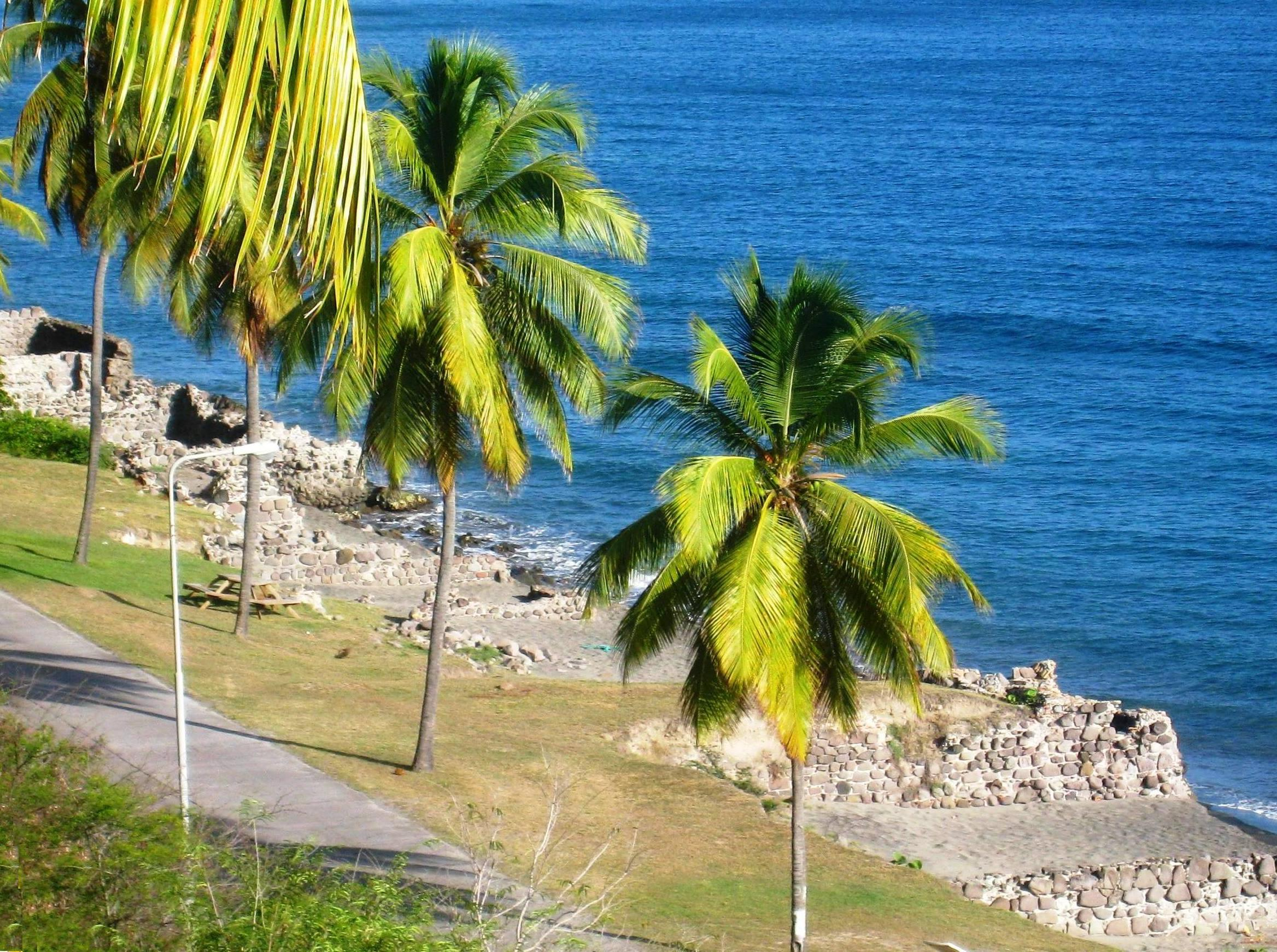
圣尤斯特歇斯海滩上的仓库受到飓风重创

这场飓风的确切源头已无从考证，但有可能像许多大西洋飓风一样是于10月上旬在东大西洋佛得角群岛近海发展成型。气旋缓慢向西移动，在此期间逐渐增强并扩张，首先于10月9日晚袭击巴巴多斯。10月10日晚，飓风破坏力度最强的部分从该岛上空经过。10月11日清晨，风暴在圣卢西亚以东约90公里海域转向西北偏北，再于当晚逼近马提尼克。10月12日清晨，气旋从多米尼克西南方向经过并逐渐减弱，随后吹袭瓜德罗普。
离开瓜德罗普后，飓风转向西北偏西，从圣基茨岛西南方向约145公里洋面经过。风暴沿该岛南侧海岸线平行移动，稳步逼近波多黎各，于10月14日抵达该岛西南方向，这也是气旋距波多黎各最近的一刻。接下来飓风转向西北，袭击莫纳海峡的莫纳岛后又从现今多米尼加的山美纳省地区经过。10月15日晚，风暴进入大西洋，从大特克岛以东约260公里海域经过后，估计气旋又回转朝东北方向移动。10月18日，飓风从百慕大东南方向约240公里洋面经过，并于两天后在加拿大纽芬兰岛开普雷斯（Cape Race）东南方向约475公里海域失去踪影。
10月19日，英属东佛罗里达殖民地（今佛罗里达州东北部）海潮高涨并出现狂风。有研究认为飓风此时可能还在西加勒比海，只是因规模庞大而对遥远的东佛罗里达构成影响。由于缺乏文献记载，1780年大飓风的确切移动路径和强度都已无从考证。

## 影响
| 排名 | 名稱             | 颶風季 | 死亡人數    |
| ---- | ---------------- | ------ | ----------- |
| 1    | “大颶風”         | 1780   | 至少2.2萬   |
| 2    | 米奇             | 1998   | 至少1萬9325 |
| 3    | “加爾維斯敦”     | 1900   | 8千至1.2萬  |
| 4    | 菲菲             | 1974   | 8千至1萬    |
| 5    | “多明尼加共和國” | 1930   | 2千至8千    |
| 6    | 弗洛拉           | 1963   | 7,186至8千  |
| 7    | “皮特爾角”       | 1776   | 至少6千     |
| 8    | “紐芬蘭”         | 1775   | 4千至4,163  |
| 9    | “奧基喬比”       | 1928   | 至少4,078   |
| 10   | “蒙特雷”         | 1909   | 4千         |

1780年大飓风首先于10月9日在巴巴多斯产生降水，次日，岛上的西北风逐渐增强。
 “（10月10日）中午，一场可怕的飓风开始了，（它）持续不断地产生巨大力道和强烈的破坏力，一直持续到次日清晨四点；（10月10日）晚上八点，圣托马斯区的牧师公寓就已被摧毁，教区长和家人躲避的教堂也在约两小时后开始坍塌，圣坛倒下之时，这家人都还在教堂裡……圣托马斯区、圣迈克尔区、圣乔治区、基督城区和圣露西区的教堂都被彻底摧毁，其它教堂也都受到重创，只有圣彼得区和圣菲利普区例外。由于教区教堂被毁，教堂的‘神圣服务’会在托马斯·哈珀（Thomas Harper）‘岩殿’大宅的开水房举行，由杜克（Duke）牧师和圣托马斯区副牧师休·奥斯汀（Hugh Austin）主持。其它大部分建筑和工棚都被刮倒，许多人因此丧生，他们的遗体也无法带到教堂，以便下葬到花园和私人领地。”
下午四点，停在海湾的船只繋泊断裂，飓风的“全力冲击”于下午六点抵达。大风逐渐转为西风，并在午夜时分达到最强风力。到了10月11日上午八点，风速已恢复正常。这些风速和风向的变化表明气旋风眼是在巴巴多斯西部掠过。飓风产生的狂风“震声欲聋，人们甚至无法听到自己说话的声音。”飓风还把树皮剥开，岛上之后没有一棵树依然屹立不倒。从后世的观测结果来看，即便最猛烈的飓风也无法剥开树皮，古巴气象学家何塞·卡洛斯·米拉斯（José Carlos Millás）估计，只有风速超过每小时320公里并伴有降雨时才可能出现这种现象。狂风还将巴巴多斯所有的房屋摧毁，岛上所有的堡垒也不例外。据第一代罗德尼男爵乔治·布里奇斯·罗德尼海军上将回忆，狂风甚至把部队的重型大炮带到30米高。整个巴巴多斯约有4500人遇难。
圣文森特岛同样受到飓风重创，金斯敦共计600套房屋中有584套毁于一旦。格林纳达有19艘荷兰船只失事。大浪和强烈的风暴潮共同影响，将罗德尼男爵率领的英国海军舰队困在圣卢西亚的卡斯特里港，还有一艘船被狂风刮得掉进该市医院，医院因此被毁。整个卡斯特里港只有两套房屋幸存，全岛约有6000人丧生。
罗德尼男爵所率舰队损失惨重，凤凰号（Phoenix）巡防舰在古巴近海失事，布兰奇号舰只（Blanche）完全不知所踪，六等巡防舰仙女座号（Andromeda）和桂冠号（Laurel）都在马提尼克失事，造成大量人员损失，另有五艘小型舰船失事或沉没。不过，罗德尼男爵的舰队损失还不及海军少将约书亚·罗利（Joshua Rowley）率领的分舰队严重，舰队在圣多明哥近海直接遭遇飓风，雷霆号（Thunderer）风帆战列舰同所有船员沉入大海，斯特灵城堡号（Stirling Castle）被狂风刮到岸上，只有不到50人幸存，余下的六艘舰船全部严重受损。
受飓风影响，参与美国革命战争的一支法国舰队全部40艘舰船都在马提尼克倾覆，共有约4000军人溺毙。法军损失的舰只包括风帆战列舰棕榈号（Palmier）、无畏号（Intrépide）和壮丽号（Magnifique），还有护卫舰朱诺号（Junon）。风暴产生高达7.6米的风暴潮，圣皮埃尔所有的房屋都被摧毁，全岛有9000人死亡。狂风暴雨和风暴潮共同影响，令多米尼克首都罗索遭受严重破坏。瓜德罗普南岸也受到风暴潮冲击，造成相当严重的破坏。安地卡岛和圣基茨岛都受到狂风影响，其中圣基茨岛有许多船只被冲上岸。一名荷兰海军军官所乘船只被飓风从圣尤斯特歇斯一直刮到马提尼克，据他沿途所见，圣皮埃尔、圣文森特岛和圣卢西亚都受到风暴破坏。返回圣尤斯特歇斯途中，他还记录下“部分房屋被毁”，留在海滩上的一些商品也被海水破坏。不过，他认为这几个地方的灾情不及法国和英国岛屿严重，也没有记下戏剧性的死亡人数。
波多黎各受到风暴的严重破坏，并以卡沃罗霍和拉哈斯灾情严重。圣多明哥东部区域也遭受重创，风暴之后还在百慕大附近导致50艘船只沉没。整场飓风沿途共夺走超过两万条人命，有可能高达2万4000人，是有纪录以来最致命的大西洋飓风。

## 扩展阅读
- Blodgett, L. . Climatology of United States: 397.
- Depradine, C. A. . Saint James, Barbados: Notes compiled for the Caribbean Meteorological Institute. 1989.
- Fitzpatrick, Patrick J. . ABC-CLIO Inc. 1999. ISBN 1-57607-071-9.
- Ludlum, D. M. . Boston: American Meteorology Society. 1963: 198.
- Millas, Dr. José Carlos. . Miami, Florida: Academy of the Arts and Sciences of the Americas. 1968: 328.
- Dunbar. . second series 6. Philadelphia. 1804.
- Rappaport, Edward N.; Jose Fernandez-Partagas. . 1996  [2006-03-13]. （原始内容存档于2016-03-03）.
- Salivia, Dr. Luis A. . 1950.
- . U.S. Weather Bureau. 1940: 190.